# Estandarte de Jefe de gobierno
El estandarte del Primer Ministro, bandera del Primer Ministro o estandarte del Presidente del Gobierno es un estandarte que se usa en muchos países como insignia del jefe de gobierno, comúnmente llamado Primer Ministro, Presidente del Gobierno, Presidente del Consejo de Ministros, Canciller o denominaciones locales que varían en cada Estado. Es de uso exclusivo y solo se enarbola en el lugar en que se encuentra el jefe de gobierno, que suele ser el líder del Poder ejecutivo de un Estado. la existencia de este estandarte no tiene nada que ver con la forma de gobierno de un país siendo protocolariamente de rango inferior a un estandarte real, estandarte imperial o estandarte presidencial.

## Estandartes de Jefes de gobierno de América

Bahamas
Barbados
Trinidad y Tobago

## Estandartes de Jefes de gobierno de Asia

Bangladés
Corea del Sur
Israel
Israel (uso en el mar)
Japón (uso castrense)
Japón (uso en el mar)
Pakistán
Tailandia

## Estandartes de Jefes de gobierno de Europa

Alemania
Austria
Bélgica
Croacia
Dinamarca
España
Finlandia
Grecia (uso en el mar)
Italia
Letonia
Liechtenstein
Lituania
Moldavia
Noruega
Portugal
Rumanía

## Estandartes de Jefes de gobierno extintos

Australia (1950-1966)
Austria (?-1984)
Cuba (1959-1976)
Estandarte de Benito Mussolini como Primer Ministro de Italia (1927-1943)
Maldivas
Portugal (1952-1972)
Surinam (1975-1988)